# Alpha Industries
Alpha Industries ist eine US-amerikanische Modemarke mit militärischem Ursprung, die für funktionale Outerwear und ikonische Jacken wie die MA-1 Bomberjacke oder den M-65 Parka bekannt ist. Gegründet 1959 in Knoxville, Tennessee, zählt Alpha Industries heute zu den führenden Anbietern militärisch inspirierter Mode weltweit – mit Standorten und Vertrieb in Nordamerika, Europa und Asien.

## Geschichte
Alpha Industries wurde 1959 von Samuel Gelber gegründet, unmittelbar nachdem sich dessen voriges Unternehmen Dobbs Industries – ein Lieferant für militärische Bekleidung – aufgelöst hatte. Bereits im Gründungsjahr erhielt Alpha den ersten Regierungsauftrag des US-Verteidigungsministeriums. Die Aufgabe: widerstandsfähige, funktionale Kleidung für die US-Streitkräfte herstellen. Produziert wurde zunächst im Keller eines Industriegebäudes in Knoxville, Tennessee.
Alpha entwickelte und fertigte Schlüsselprodukte wie die MA-1 Bomberjacke (ab 1963), den N-2B Parka sowie die M-65 Feldjacke (ab 1965) – allesamt Designs, die bis heute als Klassiker gelten.
Ab den 1970er-Jahren begann Alpha Industries, seine Produkte auch für den zivilen Markt anzubieten. Ursprünglich über den Surplus-Handel vertrieben, wurden MA-1, M-65 und Co. in den folgenden Jahrzehnten zu festen Bestandteilen weltweiten Streetstyles. Community. In den 2000er- und 2010er-Jahren erreichten die Jacken schließlich auch die High Fashion und Popkultur – getragen von Künstlern wie Pharrell Williams, Rihanna, Gigi Hadid und Kendall Jenner, interpretiert von Designern wie Raf Simons und Helmut Lang.

### Alpha Industries Europe
Die europäische Geschichte von Alpha Industries begann in den frühen 1990er-Jahren. Zunächst über exklusive Vertriebspartner präsent, etablierte sich Alpha Industries Europe mit Sitz nahe Frankfurt am Main über die Jahre als zentrale Marke und Organisationseinheit für den europäischen Markt.
Neben Vertrieb und Marketing verantwortet Alpha Europe heute eigenständige Kollektionen, kreative Kampagnen und Kooperationen mit Künstlerinnen und Künstlern, DJs und Festivals. Dabei verbindet das europäische Team die US-amerikanische Heritage mit einer progressiven, kulturell verankerten Perspektive – von funktionaler Streetwear bis zu limitierten Kollaborationen und Capsule Collections.

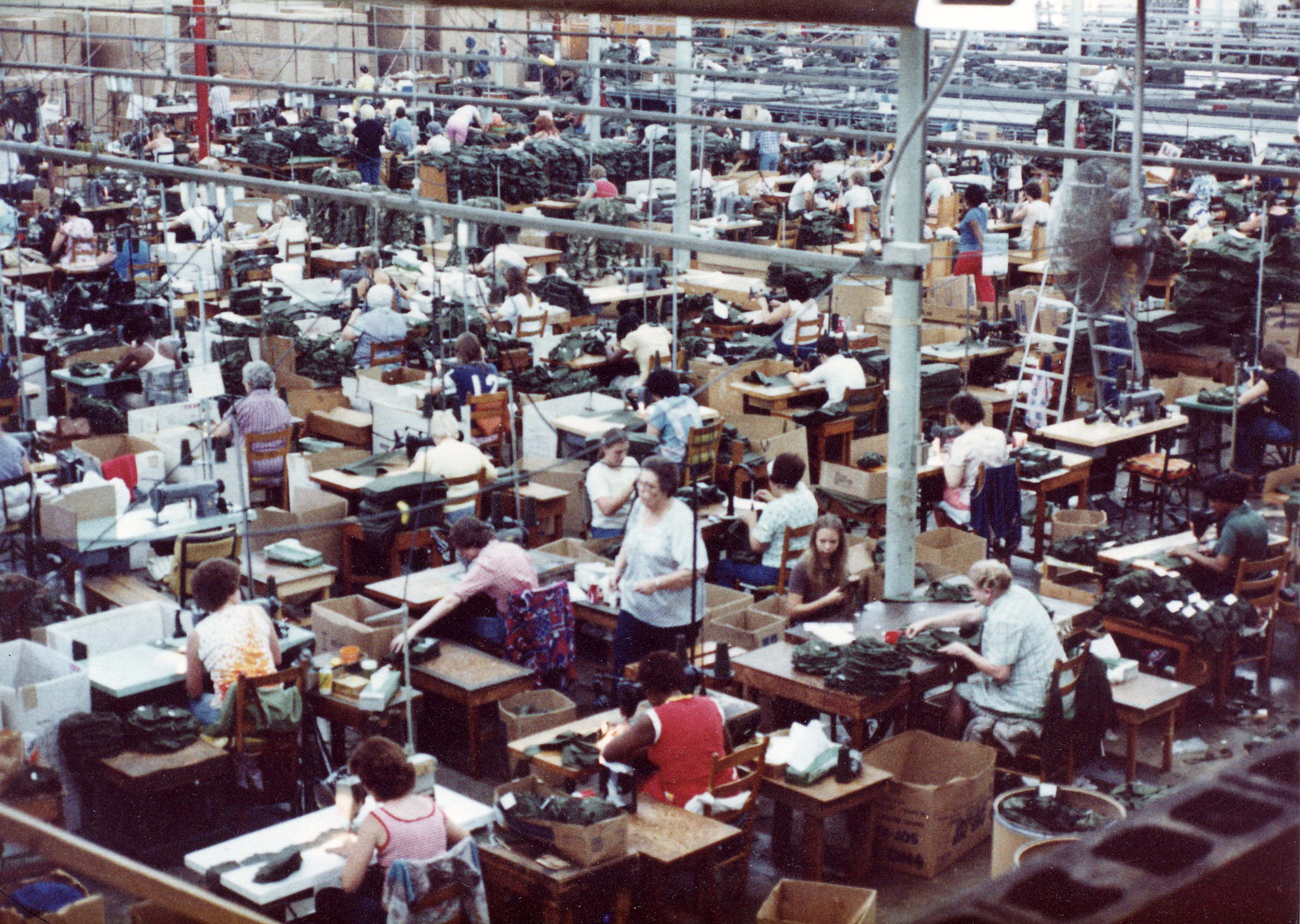
Die Näherei von Alpha Industries in Knoxville (Tennessee) in den 1980er-Jahren

### Beliebtheit in Subkulturen
Ab 1972 wurde die MA-1 Bomberjacke vereinzelt in der New Yorker Underground-Disco-Szene getragen. Im Nachtclub The Tenth Floor war die Jacke ein Erkennungszeichen für homosexuelle, weiße Männer aus der New Yorker Oberschicht, Medienbranche und Kreativwirtschaft. Der Kulturwissenschaftler Tim Lawrence zitiert in seinem Buch Love Saves the Day den Resident-DJ des Clubs Bob Casey „The Tenth Floor’s neighbor made the flight jackets (…) First the owners and staff wore them, then their friends wore them, and before you could mix two records together it was a trend. Bloomingdale’s was selling them within a year“.
Durch die internationale Verbreitung der Disco-Bewegung, die in den 1970er- und 1980er-Jahren in New York überwiegend durch queere, italo-, afro- und lateinamerikanische Protagonisten geprägt wurde, entwickelte sich dieses ursprünglich lokale New Yorker Phänomen der zivilen Nutzung von MA-1 Bomberjacken zwischen 1980 und Mitte der 1990er-Jahre mit den musikalischen Nachfahren der Disco (Artschool Punk, New Wave, House und Techno) zu einem weltweiten Trend in Jugendkulturen.
Obwohl Alpha Industries keine Verbindungen zur Neonazi-Szene hat und sich von dieser distanziert, erfährt die Marke in der Szene Beliebtheit, wohl weil das 1992 eingeführte Logo eine Ähnlichkeit mit dem verbotenen Zivilabzeichen der SA aufweist. 2009 erließ der Polizeipräsident von Berlin, Dieter Glietsch, eine Dienstanweisung, die es Zivilbeamten der Polizei Berlin untersagte, im Dienst Kleidung zu tragen, die der rechten Szene als Erkennungszeichen dient. Hierzu gehörte neben anderen auch Kleidung der Marke Alpha Industries. Nach Protesten der (Marken-)Hersteller und Gewerkschaften wurden Alpha Industries und andere Marken wenige Tage später wieder von der Verbotsliste genommen.
Einige Neonazis lehnen die Marke jedoch auch ab, da es sich nicht um eine deutsche, sondern um eine US-amerikanische Marke handelt. Des Weiteren kleiden sich Anhänger der Szene tendenziell unauffälliger.
Ende der 2000er-Jahre erfuhr die Marke eine größere Beliebtheit, vor allem in der Hip-Hop-Szene. Auch bei Gruppierungen der Biker- und in der Hard-Rock-Szene ist die Marke beliebt.

## Produkte

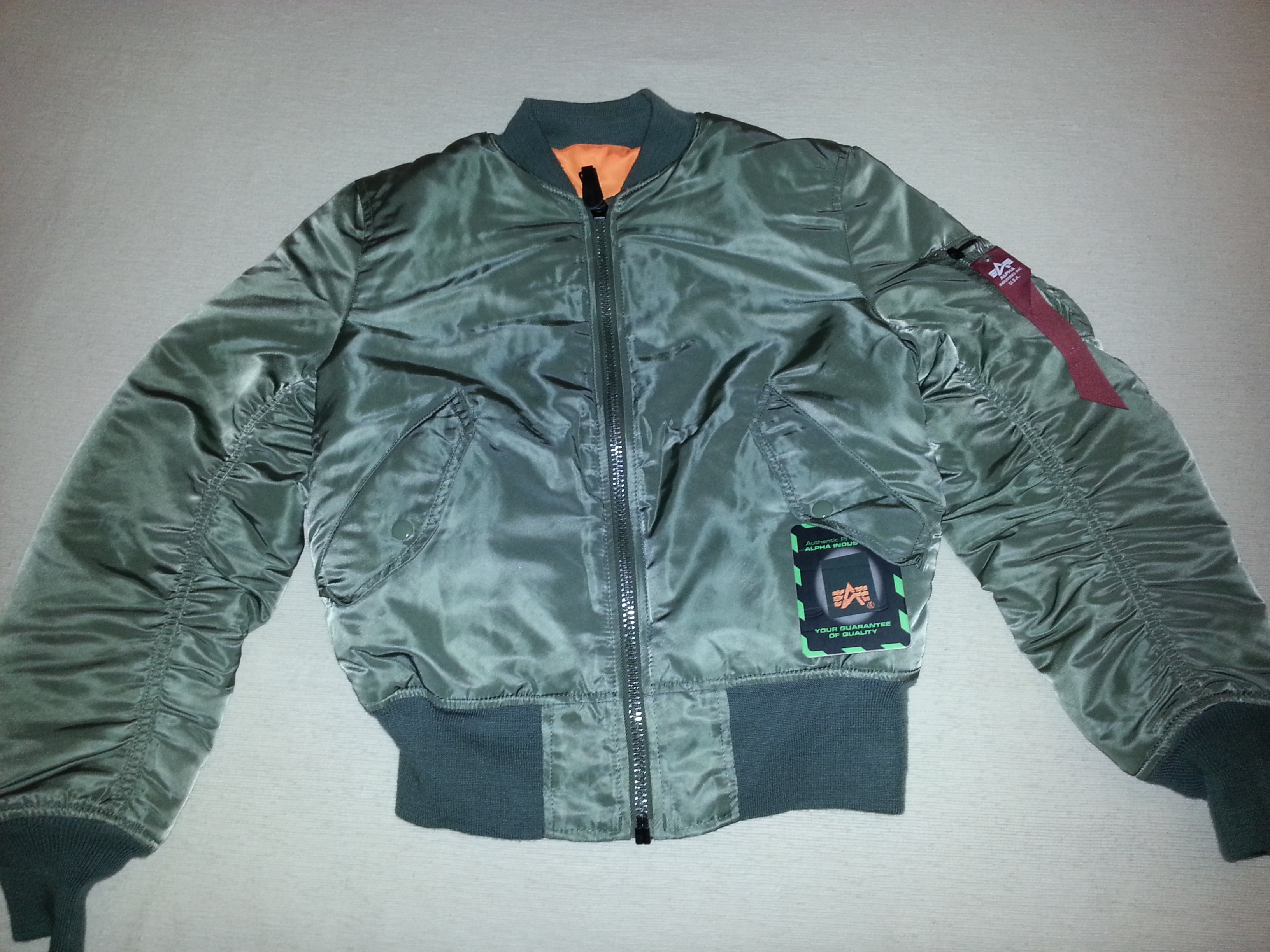
Eine von Alpha Industries produzierte Bomberjacke MA-1 (olivfarben) mit dem markentypischen RBF-Tag an der Ärmeltasche

Das bekannteste Produkt ist die Bomberjacke MA-1, die Alpha Industries seit 1963 produziert und von der sie über eine Million Exemplare an das US-Verteidigungsministerium geliefert hat. Die Alpha Industries MA-1 wird werbewirksam privat oder beruflich von US-Stars aus der Unterhaltungsbranche wie Mark Wahlberg, den Kardashians, Kanye West, Kylie und Kendall Jenner, Victoria Beckham, Rihanna, Bradley Cooper usw. getragen.
Weiterhin produziert Alpha Industries seit 1965 die bekannte Feldjacke M-65 (sogenannte Schimanski-Jacke) und seit 1980 die Fliegerjacke CWU-45/P.
Der Bekleidungshersteller Stutterheim aus Schweden stellt in einer Kooperation mit Alpha Industries Regenjacken her.

### Remove-before-flight-Band
Zum Markenzeichen ist ein rotes Band mit der Aufschrift REMOVE BEFORE FLIGHT („Vor dem Flug entfernen“) geworden, das Alpha Industries seit den 1990er-Jahren am Reißverschluss der Ärmeltasche fast jeder Jacke anbringt bzw. die Aufschrift auch auf anderen Produkten wie z. B. T-Shirts, Pullovern und Socken verwendet.

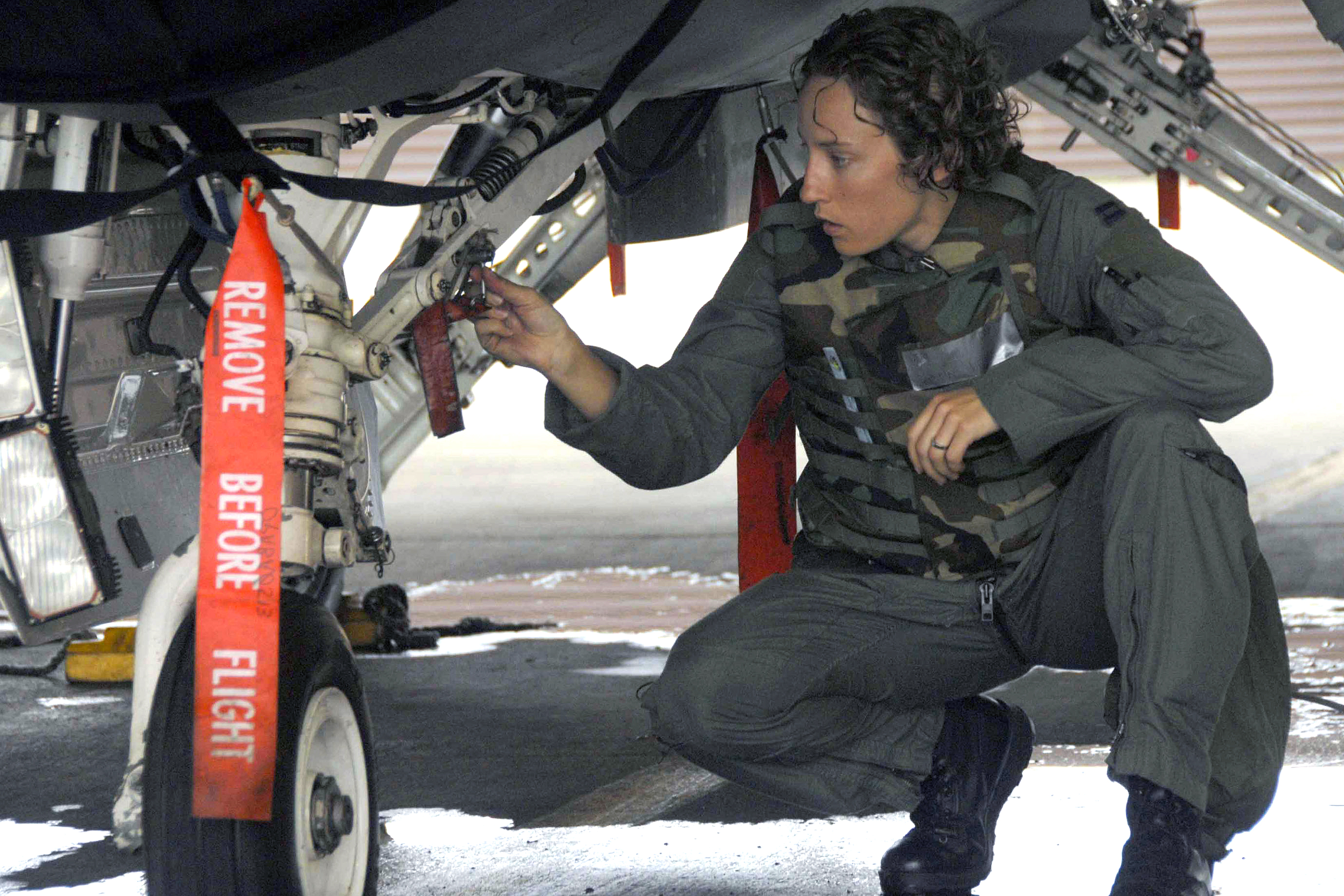
Eine USAF-Pilotin bei der Prüfung einer F-16 Fighting Falcon während einer Übung in Südkorea. Das RBF-Tag ist gut zu erkennen (2008)

In der Luft- oder Raumfahrt werden rote Bänder mit dieser Aufschrift in viel größerer Ausführung nur vorübergehend als Sicherheitswarnungen am gelandeten Flugzeug verwendet. Die an den Bändern angebrachten Verschlussstopfen oder Hüllen sollen verhindern, dass sensible Teile oder Öffnungen (z. B. am Pitotrohr) verschmutzen oder verstopfen. Piloten müssen vor jedem Flug sicherstellen, dass alle roten Bänder entfernt werden, da es andernfalls zu Flugzeugabstürzen kommen kann.
Dieses sogenannte RBF-Tag wurde von Alpha Industries anlässlich von Kooperationen mit anderen Unternehmen (z. B. Playboy) oder von Geschäftsjubiläen (z. B. 50. und 55.) auch in anderen Farben und mit anderen Aufschriften gefertigt.

### Design und Kollaborationen
- 032c (Deutschland): Im Rahmen der „Nighthawks“-Kollektion entwickelte Alpha gemeinsam mit dem Berliner Magazin und Label mehrere MA-1-Varianten.
- Patta (Niederlande): Zum 20. Jubiläum des Amsterdamer Streetwear-Labels entstand eine limitierte MA-1-Jacke in reflektierendem Silber. Die Jacke würdigt Pattas globale Expansion mit aufgestickten Städtenamen wie Amsterdam, London, Mailand und Lagos.
- MASTERMIND World (Japan): Die Zusammenarbeit mit dem japanischen Luxuslabel brachte oversized geschnittene MA-1-Jacken heraus – jeweils mit dem ikonischen Totenkopflogo versehen.
- Alanui (Italien): Die italienische Luxusmarke entwickelte gemeinsam mit Alpha eine reversible MA-1 mit Patchworkprints, Fransen und Perlenstickerei.